# Reação eletrocíclica
Em química orgânica, uma reação eletrocíclica é um tipo de reação de transposição ("rearranjo") pericíclica onde o resultado final é uma ligação pi sendo convertida em uma ligação sigma ou vice-versa.
São reações em que se produz uma ciclização intramolecular de um polieno com N ligações duplas para resultar em um produto com N-1 ligações duplas, ou o processo inverso de abertura. 

Estereoquimicamente temos dois modos possíveis de rotação: o conrotatório e o disrotatório. 
Estas reações são normalmente não nomeadas, sendo categorizadas pelos seguintes critérios:
- reações eletrocíclicas são foto ou termicamente induzidas
- o número de elétrons pi nas espécies com mais ligações pi determina o modo de reação
- reação eletrocíclica pode ser um cechamento de anel (eletrociclização‎) ou uma abertura de anel
- a estereospecificidade é determinado por modo conrotatório ou disrotatório de formação de estado de transição como predita pelas regras de Woodward-Hoffmann.

A torquoseletividade em uma reação eletrocíclica é a medida de seletividade na direção do modo conrotatório ou disrotatório.
As regras de seleção estabelecem:
• Termicamente os polienos com 4q elétrons ð se fecham de um modo conrotatório, e os polienos com 4q+2 de modo disrotatório, esta regra de seleção se resume da seguinte forma ðððq+ððDIS.
• As reações fotoquímicas tem as regras de seleção inversas, como isto é geral a todas as reações pericíclicas, não serão consideradas.